# Oxydia asinella
Oxydia asinella là một loài bướm đêm trong họ Geometridae.